# Avolsheim
Avolsheim là một xã thuộc tỉnh Bas-Rhin trong vùng Grand Est đông bắc Pháp.

## Tham khảo

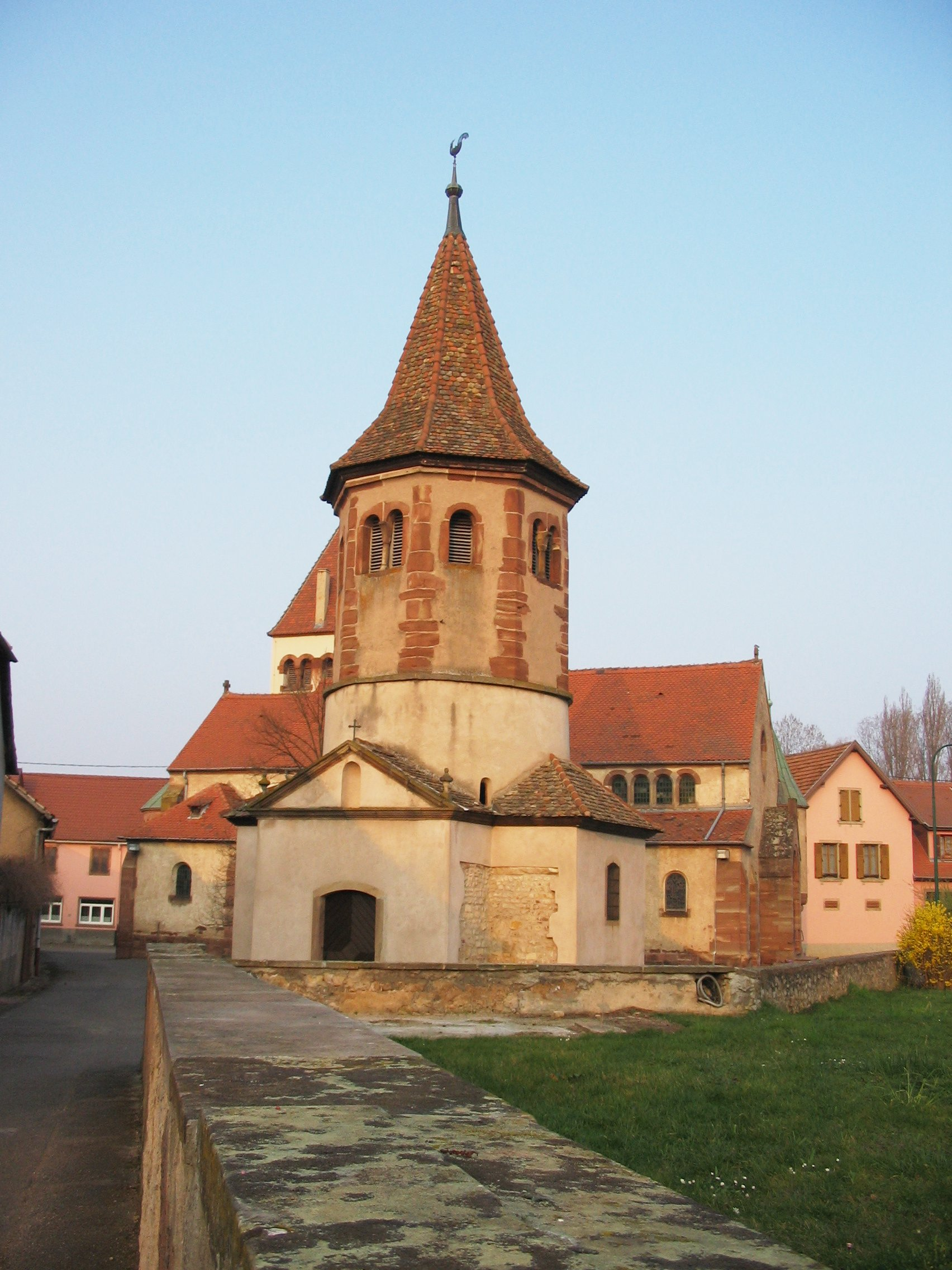
église Saint-Ulrich
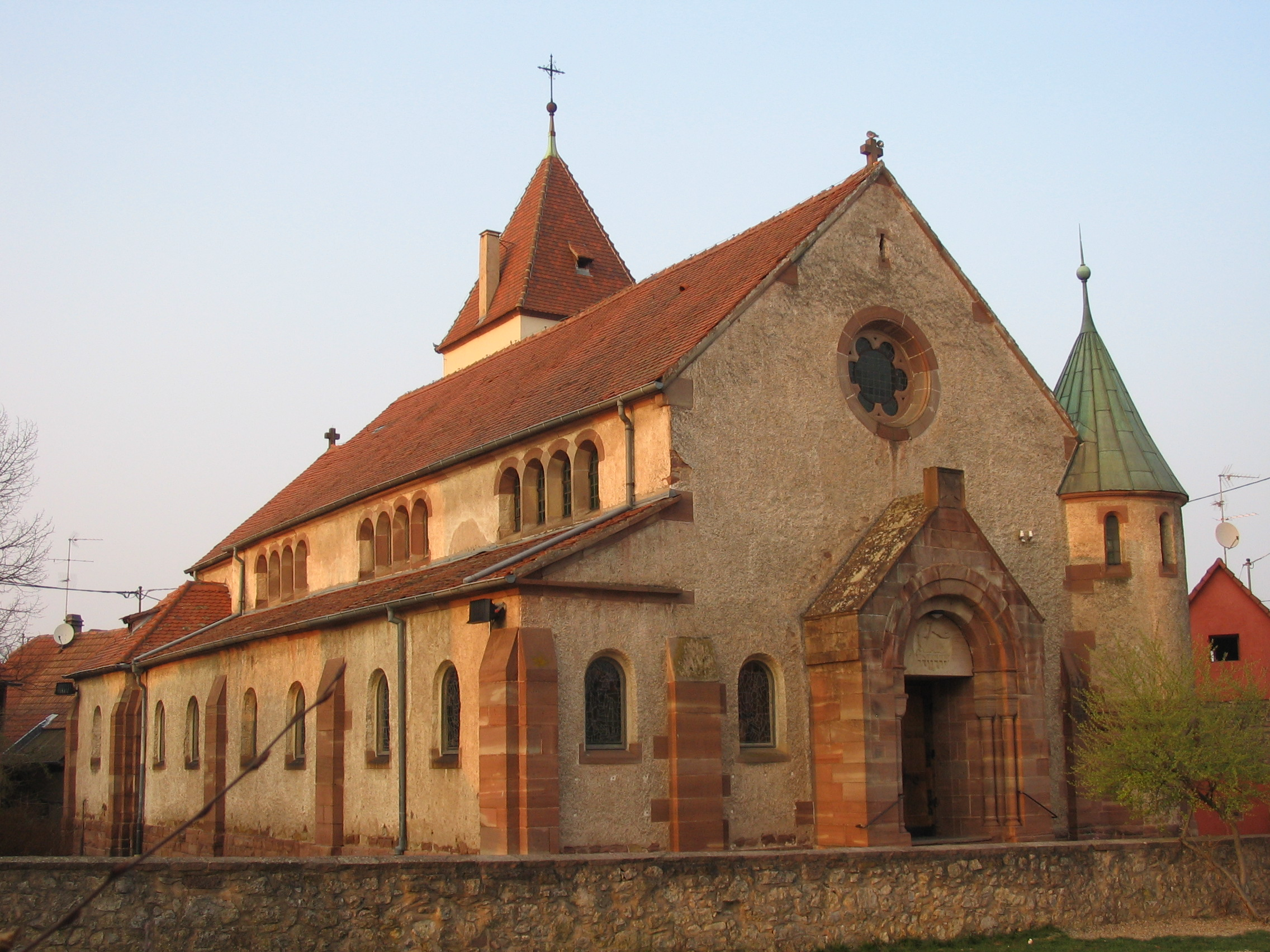
église Saint-Materne
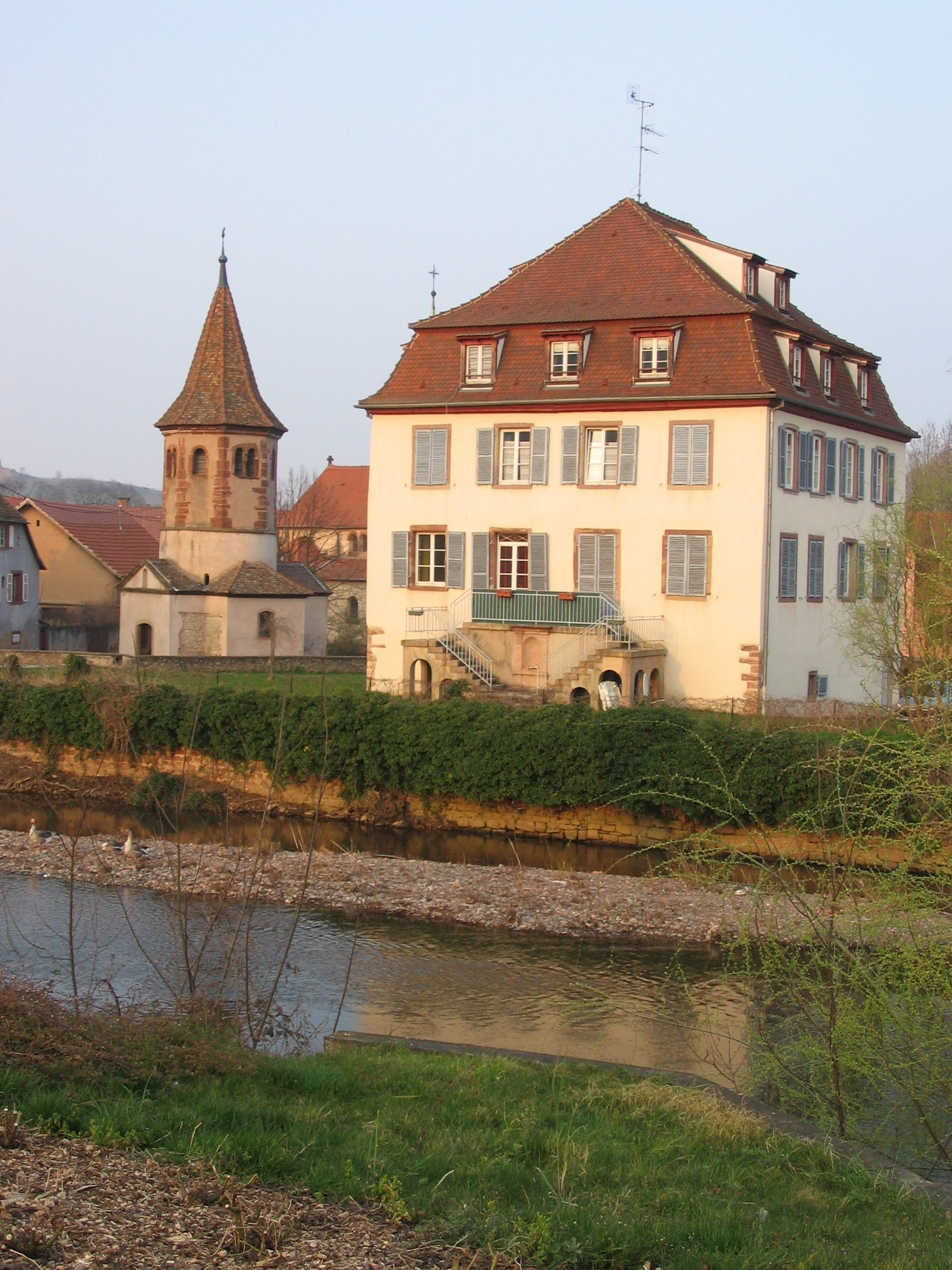
église Saint-Ulrich
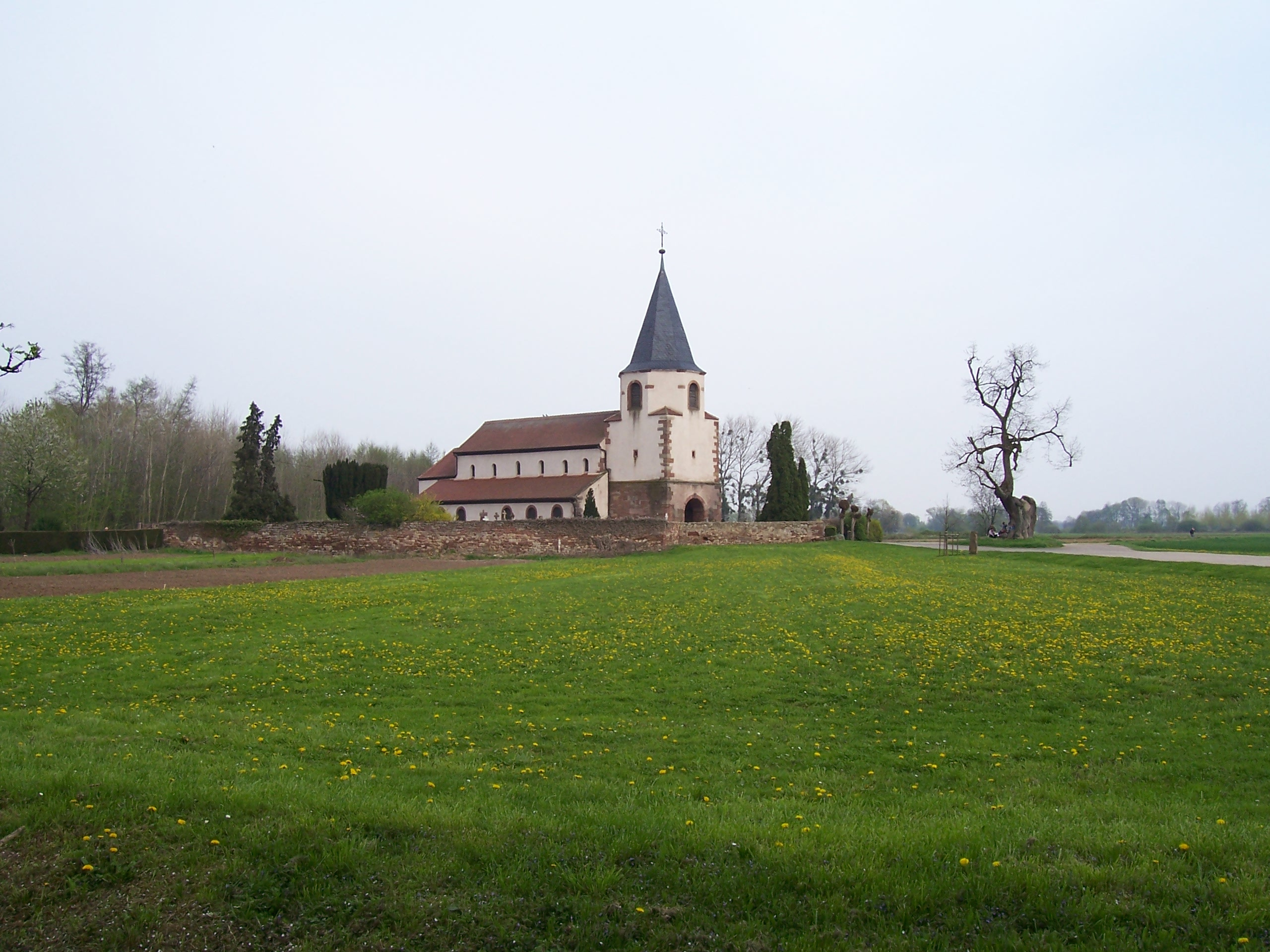
église du Dompeter